# 益田太郎冠者

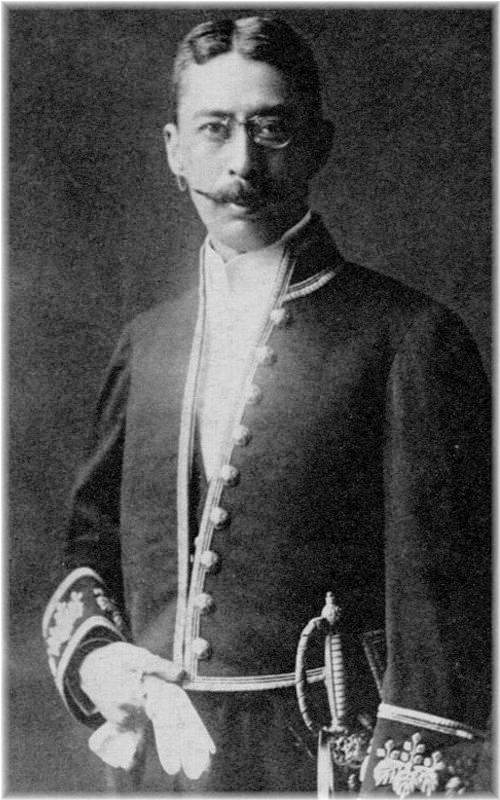
益田太郎

益田 太郎冠者（ますだ たろうかじゃ、1875年（明治8年）9月25日 - 1953年（昭和28年）5月18日）は、日本の実業家、貴族院議員。男爵。東京府出身。本名は太郎。劇作家・音楽家でもあり、太郎冠者の筆名で多くの喜劇や流行歌を作っている。
三井物産の創始者・男爵 益田孝の次男であり、自らも台湾製糖、千代田火災、森永製菓など、有名企業の重役を歴任した実業家であった。一方、青年時代のヨーロッパ留学中に本場のオペレッタ、コントに親しみ、その経験から帰国後、自らの文芸趣味を生かしてユーモアに富んだ喜劇脚本を多く執筆した。帝国劇場の役員となり、森律子をはじめとする帝劇女優を起用した軽喜劇を明治末から大正時代にかけて上演した。コロッケ責めの新婚生活を嘆いたコミックソング「コロッケー」（通称「コロッケの唄」）、落語「宗論」「かんしゃく」は特に有名である。
板倉勝弘子爵の養女、貞との間に五男二女があり、息子に洋画家の益田義信。葭町の芸者だった岩崎登里という妾のほか、森律子とも噂があり、晩年は律子が毎日通ったという。

## 略歴
三井物産の創始者・益田孝の次男として、品川御殿山にあったジョサイア・コンドル設計の大豪邸「碧雲台」で生まれる。長男夭折のため、跡取りとして育つ。財閥の御曹司として慶應義塾幼稚舎から東京府尋常（のちの東京府立一中）へ進学。このころすでに品川芸者数十人をあげて遊ぶような放蕩ぶりだった。尋常中学卒業と同時に、父の命により英国ケンブリッジ留学。同地のリーズ校（ないしリーズ中等学校, en）卒業後、ベルギー・アントワープの商業大学に入学。ロシア・バレエに熱中する。
日清戦争勃発により、8年の欧州滞在を切り上げて帰国。横浜正金銀行へ就職、結婚。父親の命により日本製糖の常務を経て台湾製糖の取締役となる。このころから太郎冠者のペンネームで戯曲を書き始め、喜劇作家として活躍する。帝国劇場創設にともない、重役に就任。女優養成のために川上貞奴が始めた帝国女優養成所を引き継ぎ、森律子をはじめとする帝劇女優を多数育てる。本業は形だけで、もっぱら演劇人として幅広く活躍する。晩年は小田原で悠々自適の生活を送った。

## 年譜
- 1886年 慶應義塾幼稚舎を卒業後、東京府尋常中学（後の東京府立一中）に進学[4]。
- 1891年 尋中卒業後、ケンブリッジのリーズ校（en [注 1]）に学び、1894年に同校卒業後、ベルギーのアントウェルペン商業大学入学[4]。
- 1899年 帰国後、横浜正金銀行入社。
- 1902年 日本精製糖（後の大日本製糖）常務取締役に就任。
- 1904年 太郎冠者のペンネームを使い戯曲を書く。
- 1906年7月 日本精製糖役員を辞任。8月、台湾製糖役員に就任（1939年～1942年に同社5代目社長）。
- 1907年2月28日 帝国劇場役員に就任
- 1939年7月10日 貴族院男爵議員就任[5]。公正会所属[1]。
- 1947年5月2日 貴族院廃止により貴族院議員失職[1]。

## 作品

### 戯曲・脚本
- 1904年 最初の戯曲「鴛鴦亭（おしどりてい）」が雑誌「文芸倶楽部」に掲載。同年12月 本郷座で高田実一座「高襟（ハイカラー）」（ハイカラ#ハイカラ関連の作品も参照）
- 1905年6月 本郷座で高田実一座「正気の狂人」
- 1906年2月 明治座で伊井蓉峰・河合武雄「思案の外」
- 1907年6月 新富座で伊井蓉峰「女天下」　10月 明治座で川上一座「新オセロ」[要出典][疑問点 – ノート]
- 1908年5月 歌舞伎座で伊井蓉峰「保険ぎらい」　8月 新富座で伊井蓉峰「渡辺」　9月 本郷座で川上一座「唖旅行」
- 1909年9月 有楽座で高田実一座・井上正夫「空中飛行機」　11月 本郷座で川上一座「座敷びらき」

### 落語
- 「宗論」
- 「堪忍袋」
- 「かんしゃく」

いずれも初代三遊亭圓左のために執筆。

### 作詞・作曲した曲
- 「コロッケー」（コロッケの唄）（作曲者不明）
- 「女の一生」
- 「オヤオヤ節」
- 「今宵の様な」
- 「五本松くずし」
- 「サーサ事だよ」
- 「ためしゃんせ」
- 「所変われば」
- 「不老不死」
- 「へび山の」
- 「世をすてし」
- 「よかなんよ」
- 「モガモボソング」
- 「そもそも人の一生は」
- 「昔のお客と今のお客」
- 「年中行事」（作曲者不明）
- 「高速度油屋十人斬り」（作曲者不明）

## 家族
- 父・益田孝
- 母・えい（旧姓・富永） - 幕臣・富永惣五郎の娘。兄に富永冬樹、矢野二郎
- 兄・象（夭折）
- 弟・吉田信世（孝の妾タキの子。1885年生まれ。1898年に認知され、以降、分家として母子ともに益田姓を名乗る）[6]
- 妻・板倉貞（1883年生） - 子爵板倉勝弘の養女[7]
- 子・益田克信（益田農事、1955年より台糖ファイザー社長[8]）、益田孝信（益田農事、妻雪子は清野暢一郎妹）、益田義信（三井物産）、益田智信（三井物産）、益田貞信（三井物産。ジャズピアニストでもあり「益田セクステット」を結成し、米軍キャンプや横浜ホテルニューグランドで活躍した。笠置シヅ子とも交友があり、シヅ子の想い人でもあった）、益田信子（藤瀬政次郎の次男で日本貿易振興会理事の藤瀬英二郎に嫁ぐ）、益田智恵子
- 叔父・益田克徳
- 叔母・瓜生繁子